# الصيد (فلم 2020)
الصيد (بالإنجليزية: The Hunt) هو فيلم إثارة ورعب أمريكي من إخراج كريج زوبيل سنة 2020. وبطولة كل من بيتي غيلبين وآيك بارينهولتز وإيمي ماديجان وإيما روبرتس وإيثان سوبلي وهيلاري سوانك وجايسون بلوم.
كان من المقرر إصدار الفيلم في 27 سبتمبر 2019، لكن بعد حادثي إطلاق النار في دايتون وإطلاق النار في إل باسو، قررت يونيفرسال بيكشرز تأجيل إصدار الفيلم.
تم إصدار الفيلم في الولايات المتحدة بتاريخ 13 مارس 2020. وقد تلقى مراجعات متباينة من النقاد وحقق 6 ملايين دولار.
نظرًا لجائحة فيروس كورونا 2019–20، جعلت يونيفرسال بيكشرز الفيلم متاحًا رقميًا بعد أسبوع من إصداره.

## القصة
يستيقظ مجموعة من الأشخاص في منطقة نائية، لا يتذكرون متى أو كيف انتهى بهم الأمر إلى هذا المكان، يجدون صندوق ضخم مليئ بالاسلحة، ولكنهم لا يعرفون أنهم تم اختيارهم بعناية من أجل الصيد.

## روابط خارجية
- الصيد على موقع IMDb (الإنجليزية)
- الصيد على موقع ميتاكريتيك (الإنجليزية)
- الصيد على موقع روتن توميتوز (الإنجليزية)
- الصيد على موقع ألو سيني (الفرنسية)
- الصيد على موقع أول موفي (الإنجليزية)
- الصيد على موقع فيلمافينيتي (الإسبانية)
- الصيد على موقع قاعدة بيانات الأفلام السويدية (السويدية)
- الصيد على موقع قاعدة بيانات الفيلم (الإنجليزية)
- الصيد على موقع ليتربوكسد (الإنجليزية)
- الصيد على موقع كينوبويسك (الروسية)